# 林檎忍者
『林檎忍者』（りんごにんじゃ）は、日本の女性ローカルアイドルグループ・りんご娘の29枚目のシングル。2025年7月16日にリンゴミュージックからリリースされた。

## 概要
本作は、弘前藩に実在した忍者集団「早道之者（はやみちのもの）」をモチーフにしたEDM楽曲で、津軽の風景や津軽弁を取り入れた地元愛あふれる作品となっている。作詞・作曲は多田慎也、編曲は島田尚が手掛けている。
カップリング曲の「JONKARA」は津軽じょんから節をテーマにした楽曲で、「LOVE & SOLDIER」は現体制メンバーによる再録バージョン。

## ミュージックビデオ
MVは弘前市の「弘前忍者屋敷」や「弘前公園」などで撮影され、地元の歴史と現代的な演出が融合した映像作品となっている。振付はHIROMIが担当し、演出には水島秀樹が参加している。

## 収録曲
1. 林檎忍者 [3:50]
作詞・作曲：多田慎也 / 編曲：島田尚
2. JONKARA [4:34]
作詞：樋川新一 / 作曲：sat / 編曲：島田尚
3. LOVE & SOLDIER [4:34]
作詞・作曲：樋川新一 & hiro / 編曲：島田尚
4. 林檎忍者 - Instrumental -
5. JONKARA - Instrumental -
6. LOVE & SOLDIER - Instrumental -

## リリースイベント
シングル発売に伴い、青森県内および名古屋などでミニライブや特典会を含むリリースイベントが開催された。イベントではメンバーとのツーショットやサイン入りジャケットの配布などが行われた。